# Val Sorba
Koordinaten: 45° 44′ 30″ N, 7° 59′ 36″ O
Das Val Sorba ist ein Alpental in der Region Piemont. Es liegt südlich von Rassa und hat eine Länge von etwa zehn Kilometer. Das Tal bildet das Einzugsgebiet des Baches Sorba, nach dem das Alpental benannt ist und erstreckt sich etwa über 15 km².
Das Tal gilt, begünstigt durch die abgelegene Lage, dichte Bewaldung und den vielen Almen seit jeher als naturbelassenes Jagd- und Erholungsgebiet.

## Quelle
- Val Sorba (italienisch)